# Zoran Ferić
Zoran Ferić (* 2. dubna 1961, Záhřeb, SFRJ) je současný chorvatský spisovatel.

## Životopis
Narodil se 2. dubna 1961 v Záhřebu, kde i vyrůstal. Rovněž zde navštěvoval i základní osmiletou školu a později i gymnázium. Během studijních let nebyl zrovna vynikající student, známkám nepřikládal velkou důležitost. Vystudoval jugoslavistiku na Filozofické fakultě v Záhřebu.
Jeho matka zemřela krátce před nástupem do osmé třídy. Má manželku Andreu. V současnosti pracuje ve škole, přednáší chorvatský jazyk a světovou a chorvatskou literaturu na gymnáziu v Záhřebu. Vlastní tvůrčí dílny na zdokonalování psacích schopností.
Zoran Ferić je známý i díky svému humoru.[zdroj?]
V českém překladu vyšly Ferićovy povídky Smutná pohádka o Claře Schumannové a bratrech Grimmových (Tužna bajka o Clari Schumann i braći Grimm) ve sborníku V objetí řeky (2002) a Čelisti (Ralje) ve sborníku Odkud vítr vane (2016).